# 肛内射精
肛内射精（こうないしゃせい）とは膣外射精の一種で、セックスパートナーの直腸内へ精液を注入することを強調するため、特に名付けられた射精行為である。主に一般のアダルトビデオで用いられる俗語である。中出しや種付けと呼ばれることもあり（ゲイ用語を参照）、ゲイビデオではこちらの方がよく見受けられる。

## 概要
この行為は、いわゆるアナルセックスであるが、積極的に直腸内へと射精する事を目的としている。行為の内容に関してはアナルセックスの項を参照。
通常、妊娠を望まない性交では、コンドーム等の避妊具を利用したり、経口避妊薬を利用して受精を抑止する。しかしコンドームはごく薄いながらも若干の違和感があるとされ、また避妊薬は常用する必要がある等煩わしいと考える者もいる。このための代替行為として、膣外射精のような性交中断によらず、直接パートナーの体内に射精する・または体内に精液を注入されるという満足感を得るためにこの行為を選択する者がいる。また性的嗜好や性的指向の違いにより妊娠とは関係なく肛門性交を好む層が存在する（「アナルマニア」、男性同性愛者など）。基本的に排泄器官である肛門を性行為に用いられ、射精までされるという行為に、男女問わず嫌悪感を覚える人も少なからず存在するためにSMプレイでは責めの一種として行うこともある。
なお、肛門や直腸は粘液の分泌が少ないため、膣ほどには摩擦に強くないことから傷が付きやすい。そのためこの行為を行うにはローションなどを潤滑剤に用いる必要がある。直腸を刺激されることで便意を催すことがあるために浣腸などにより事前準備を行うのが望ましい。
直腸内には病原性を含む大腸菌が存在するため、性病罹患者の精液に含まれやすい性病病原体に感染しやすいとされている。このためよくよく注意しないと不衛生な事となりやすく、HIVや性病への感染を招き易いため、一般にはあまり勧められない行為である。しかし、安全性よりも快楽や性的好奇心を抑えられない人達はこの行為に及ぶことがある。なお、肛門に挿入した男性器をよく洗わずに再び女性器に挿入することは、衛生面、パートナーへの配慮という面で極めて問題視すべき行為である。しかし、コンドームを付けてプレイする場合なら、アナルセックスを終えた後にコンドームを交換する事により、衛生面での安全性が向上する。